# Ursula Späth
Ursula Späth, geborene Heinle, (* 9. November 1937 in Giengen an der Brenz; † 7. Juni 2022) war eine deutsche Journalistin. Die Ehefrau von Lothar Späth wirkte ehrenamtlich für von Multipler Sklerose Betroffene.

## Leben
Sie war zunächst als Auslandskorrespondentin tätig. Am 18. August 1962 heiratete sie Lothar Späth. Beide hatten eine Tochter und einen Adoptivsohn. Ab Ende 2013 lebte das Paar getrennt.
Ursula Späth erhielt für ihr Engagement als Schirmherrin des DMSG-Landesverbandes Baden-Württemberg (dort: Aktion Multiple Sklerose Erkrankter (AMSEL)) 1987 den Ehren-Bambi, 1999 das Bundesverdienstkreuz 1. Klasse, 2004 die Verdienstmedaille des Landes Baden-Württemberg, 2007 das Große Bundesverdienstkreuz und 2012 die Staufermedaille.
Nach ihr ist der AMSEL-Förderkreis Ursula Späth-Preis benannt. Er wird seit 1993 jährlich für besonderes Engagement zugunsten der MS-Betroffenen in Baden-Württemberg verliehen.
Ursula Späth starb am 7. Juni 2022 im Alter von 84 Jahren.